# Aleuroclava multipori
Aleuroclava multipori là một loài côn trùng cánh nửa trong họ Aleyrodidae, phân họ Aleyrodinae.
Aleuroclava multipori được Takahashi miêu tả khoa học đầu tiên năm 1935.